# Archie Hahn
Charles Archibald „Archie” Hahn (ur. 14 września 1880 w Dodgeville, zm. 21 stycznia 1955 w Charlottesville) – amerykański lekkoatleta (sprinter).
Trzykrotny mistrz olimpijski z Saint Louis (1904) w biegach na 60, 100 i 200 m. Podczas igrzysk międzyolimpijskich w Atenach (1906) zdobył złoty medal w biegu na 100 metrów.
Był mistrzem Stanów Zjednoczonych (AAU) w biegu na 100 jardów w 1903 i w biegu na 220 jardów w 1903 i 1905, a także mistrzem Kanady w biegach na 100 jardów i na 220 jardów w 1903.
Po zakończeniu kariery został trenerem. Napisał książkę How to sprint.

## Rekordy życiowe
źródło:
- 100 y – 9,8 s. (1901)
- 100 m – 11,0 s. (1904)
- 200 y – 21,5 s. (1903)